# Petr Hapka
Petr Hapka (13. května 1944 Praha – 25. listopadu 2014 Okoř), vlastním jménem Petr Josef Lehár, byl český hudebník, skladatel populární a filmové hudby, zpěvák a dirigent.

## Stručný životopis
Petr Hapka absolvoval konzervatoř (viola, zpěv). S textařem Petrem Radou, s nímž svého času tvořil nerozlučnou autorskou dvojici, vytvořil pro Hanu Hegerovou Kázání v kapli Betlémské nebo Obraz Doriana Graye.
Byl známý především jako autor hudby k textům Petra Rady, Pavla Kopty, Zdeňka Rytíře, Michala Horáčka a hudby filmové. Jejich hity jako Levandulová, Dívám se, dívám, S cizí ženou v cizím pokoji, Štěstí je krásná věc, Individualita, První noc v novém bytě či Bude mi lehká zem zpívala například Hana Hegerová, Lucie Bílá, Michael Kocáb, Jana Kirschner, Jarek Nohavica nebo Richard Müller. Sám Hapka se také v mnoha svých písních uplatnil jako zpěvák svérázného přednesu, a to sólově (např. Buřty, pivo, nenávist) nebo často v duetu se zpěvačkou.
Byl dvakrát ženatý (s herečkou Zorou Ullou Keslerovou a se Zuzanou Řihoškovou), celkem má sedm dětí. Podle Rudého práva podepsal Antichartu.
V roce 2013 se u něj projevila Alzheimerova choroba. Zemřel 25. listopadu 2014 ve věku 70 let.

## Citát
| „                | Když Petr sedl ke svému vždycky mizerně naladěnému pianinu a s velkou intonační svobodou zazpíval novou píseň, byly to chvíle, které se tak hluboce zapisují do emocionální paměti, že mění a nově vytyčují celý život. Nikdy potom, ani když klavírní základ byl ve studiu zahrán dokonale a když tu píseň zpívali školení zpěváci, už to na mě tak nezapůsobilo. | “ |
| — Michal Horáček | |   |

## Diskografie
- 1987: Potměšilý host – Hana Hegerová – Supraphon, LP
- 1988: V penziónu Svět – Supraphon
- 1997: Citová investice
- 2001: Mohlo by tu být i líp
- 2002: Zlatá kolekce – Reader's Digest Výběr music (5 CD, obsahující kompletní alba 1.– 4. a výběr Hapkovy hudby z alb jiných umělců)
- 2006: Strážce plamene – Hapka & Horáček – Universal Music CD
- 2009: Kudykam – Hapka & Horáček – Sony Music CD
- 2010: Benefice černých koní – Hapka & Horáček (kompilace hitů z let 1987–2010) – Universal Music CD[6]
- 2012: Pozdní sběr (retrospektivní písňové album) – Universal Music CD

## Filmová hudba
- Fany
- Copak je to za vojáka…
- Perinbaba
- Fešák Hubert
- Tisícročná včela
- Den pro mou lásku
- Léto s kovbojem
- Páni kluci
- Panna a netvor
- Akce Bororo
- O Janovi a podivuhodném příteli
- Deváté srdce
- Dešťová víla
- František je děvkař
- Lojzička je číslo
- Záhada starého talismanu
- Křesadlo
- Cesta byla suchá, místy mokrá
- Kobova garáž
- Fimfárum Jana Wericha
- Kožené slunce
- Kruh
- Hurá na medvěda
- Hanele
- Do nebíčka
- O spanilé Jašince
- Konto separato
- Kouzelný měšec
- Lea
- O sirotkovi z Radhoště
- Artuš, Merlin a Prchlíci
- Andělské oči
- V erbu lvice
- Císařovy nové šaty
- Sedmero krkavců
- Zpráva pro příští století (studentský film)
- Kráva
- Městem chodí Mikuláš
- Sněhurka
- Houpačka
- V rannej hmle
- Dva lidi v zoo
- Než poznáš první úsměv
- Putování po Blažených ostrovech
- Vážení přátelé, ano
- Každá Emma má lásku
- Třetí táta
- Uf - oni jsou tady
- Zatmění všech sluncí
- Operace mé dcery
- Tchyně
- Tretí šarkan
- Příliš velká šance
- Kterak jsem o milého a o očičko přišla
- Dedičstvo
- Kočka
- Má láska s Jakubem
- Mrkáček Čiko
- Od vraždy jenom krok ke lži
- Buldoci a třešně
- Tajemství ďáblovy kapsy
- Upír z Feratu
- V podstatě jsme normální
- A máte nás, holky, v hrsti
- Dívka s mušlí
- Krakonoš a lyžníci
- Mít tak holku na hlídání
- Muž přes palubu
- Nevera po slovensky
- Svítalo celou noc
- Brontosaurus
- Hodinářova svatební cesta korálovým mořem
- Křehké vztahy
- Paragraf 224
- Pátek není svátek
- Postav dom, zasaď strom
- Postavení mimo hru
- Muž s orlem a slepicí
- Sólo pro starou dámu
- Vražedné pochybnosti
- Ztrácím tě, lásko
- Jak se točí Rozmarýny
- Oddechový čas
- Šestapadesát neomluvených hodin
- Dům Na poříčí
- Ružové sny
- Na konci světa
- Zrcadlo pro Kristýnu
- Holky z porcelánu
- Motiv pro vraždu
- Půlnoční kolona
- Moderní byt
- Polka jede do světa
- Holka na zabití

## Televizní seriály
- Gagman
- Náves
- Náměstíčko
- Bylo nás pět
- My všichni školou povinní
- Z deníku žáka III.B aneb Edudant a Francimor
- Příkopy
- Prima sezóna
- Tisícročná včela
- Dynastie Nováků
- O zvířatech a lidech
- Území bílých králů